# Centre régional de la photographie Hauts-de-France
 (novembre 2017).
 (novembre 2017).
Si vous disposez d'ouvrages ou d'articles de référence ou si vous connaissez des sites web de qualité traitant du thème abordé ici, merci de compléter l'article en donnant les références utiles à sa vérifiabilité et en les liant à la section « Notes et références ».
Le Centre régional de la photographie (CRP/), basé à Douchy-les-Mines, développe des missions de centre d’art dans le champ de la photographie et de l’image contemporaine. Reconnu centre d'art par le ministère de la Culture, le CRP/ se voit labellisé Centre d'art contemporain d'intérêt national en 2019.

## Les origines
Fondé en 1982, le CRP/ puise son origine dans un collectif de photographes issu du Photo-Club du Comité d’entreprise Usinor Denain. Mobile sur son territoire, l’association CRP/ développe alors pendant quatre ans une activité d’expositions et organise des concours photographiques. Dès 1983, en lien avec son activité de commandes photographiques et de productions d’œuvres, le Ministère de la Culture reconnaît l’activité d’artothèque du CRP/, qui devient alors la première en France dans le champ de la photographie.
En 1986, le CRP/ s’installe à Douchy-les-Mines, dans une ancienne poste mise à disposition par la Ville et c’est en 1991 qu’il est reconnu par le Ministère de la Culture comme Centre d’art national. Quatre directions se sont succédé depuis son ouverture, portées respectivement par Pierre Devin (1986-2007), Pia Viewing (2007-2014), Muriel Enjalran (2015-2021) et Audrey Hoareau depuis septembre 2021.

## Missions
Le CRP/ développe des activités de soutien à la création, de recherche, de production, de diffusion et de médiation.
Le projet artistique et culturel du CRP/ est principalement tourné vers la jeune création à travers des missions de recherches et de soutiens, mise en regard avec une histoire de l’image sur le territoire dont témoigne sa collection. 
Il est à la fois ancré sur son territoire et tourné vers d’autres scènes artistiques à l’étranger au travers d'artistes venant déplacer et renouveler les perceptions des publics sur leurs histoire(s), leur territoire et ouvrant sur d’autres enjeux culturels et sociétaux dans le monde.[style à revoir]

## La collection
Le CRP/ a développé un travail de commande artistique avec les Missions photographiques Transmanche (MPT) de 1988 à 2006.

## Une artothèque spécialisée en photographie
En 1983, le CRP/ a mené une importante campagne d’achat d’œuvres pour la création d’une galerie de prêt marquant la naissance de son artothèque, première en France dans le champ de la photographie[réf. nécessaire].
L’activité d’artothèque du CRP/, articulée à sa collection, constitue un outil majeur pour sa mission d’éducation à l’image, de sensibilisation et de transmission. La possibilité de prêt d’œuvres originales offerte par cette artothèque, participe en effet d’une médiation en facilitant l’accès aux œuvres hors des lieux consacrés et en permettant à l’emprunteur de faire l’expérience de l’œuvre dans une autre temporalité, favorisant son appropriation et le développement d’un regard critique sur l’art[réf. nécessaire].
L’artothèque du CRP/ propose aujourd’hui près de 500 œuvres disponibles au prêt, représentatives de la photographie contemporaine dans la diversité de ses courants et de ses esthétiques[réf. nécessaire].
Elle est ouverte aux particuliers, aux scolaires, et également aux entreprises permettant ainsi de favoriser la présence quotidienne de l’art sur les lieux de vie de chacun (appartement, bureau, école, etc.)[réf. nécessaire].

## Le fonds documentaire
Evalué à ce jour[Quand ?] entre 9 000 et 12 000 notices, ce fonds, reflet de quarante années d’activités du centre d’art et d’histoire de la photographie, s’est constitué dès son origine d’ouvrages photographiques, monographiques ou collectifs, contemporains et historiques. Certaines éditions, remarquables pour l’histoire de la photographie et épuisées, font de ce centre de documentation une ressource d’exception, unique en France.
Ce fonds trans-disciplinaire comporte également des sections concernant les autres arts visuels, l’architecture, les écrits sur l’art, l’image, la création contemporaine, les débats culturels. L’ensemble de ce corpus constitue un outil précieux, à la disposition de tous : artistes, chercheurs, étudiants à la recherche de références précises ou encore curieux et amateurs de photographie, désireux de se plonger dans l’histoire du médium et de ce lieu atypique qu’incarne le CRP/[réf. nécessaire].

## Photographes de la collection
Jean-Christophe Ballot / Philippe Bazin / Sibylle Bergemann / Denis Brihat / Germaine Chaumel / John Davies / Jean Dieuzaide / Robert Doisneau / Peter Downsbrough / Anne-Marie Filaire / Arno Fischer / Jean-Claude Gautrand / Guillaume Geneste / Bruce Gilden / Jean-Pierre Gilson / Thierry Girard / Hervé Gloaguen / Stanley Greene / Brian Griffin / Arnold Grosjean / Yves Guillot / Hergo /  Michel Kempf / François Kollar / Bogdan Konopka / Josef Koudelka / Evangelia Kranioti / Daniel Lamarre / Xavier Lambours / Daniel Maigné / Jean Marquis / Marie-Paule Nègre / Françoise Nuñez / Muriel Olesen / Martin Parr / Bernard Plossu / Jean-Philippe Reverdot / Zofia Rydet / Michel Séméniako / Marc Trivier / Michel Vanden Eeckhoudt / Jacques Vilet / Kasimir Zgorecki 

## Expositions (depuis 2014)
- Du 27 septembre au 23 novembre 2014, Des terrains par Antoine Yoseph.
- Du 06 décembre au 15 février 2015, Backstage par Manuela Marques.
- Du 28 février au 12 avril 2015, C'est Clair par Yves Auquier et Jean Marquis.
- Du 26 avril au 12 juillet 2015, Terre Humide par Quentin Derouet, Valentine Solignac et Francisco Supervielle.
- Du 19 septembre au 22 novembre 2015, Bouton d'Or par Eric Nehr.
- Du 05 décembre au 14 février 2016, Renaissance par Jorge Ribalta.
- Du 12 mars au 29 mai 2016, Les Feux d'Ulysse par Evangelia Kranioti.
- Du 11 juin au 14 août 2016, Manifestations dans la collection du CRP/.
- Du 17 septembre au 20 novembre 2016, Boca par Ângela Ferreira.
- Du 03 décembre au 05 février 2017, Pavillons et totems par Maxime Brygo.
- Du 11 mars au 28 mai 2017, Un chien sur la route, au passage du promeneur par Marie José Burki.
- Du 17 juin au 03 août 2017, Chemin de fer par Thibaut De Ruyter.
- Du 23 septembre au 19 novembre 2017, Resilient Images par Justine Pluvinage et David Schalliol.
- Du 02 décembre au 18 février 2018, Le Génie des arbres, extraits 1983-2013 par Jean Luc Tartarin.
- Du 17 mars au 27 mai 2018, Nature, jungle, paradis par Clarisse Hahn.
- Du 09 juin au 19 août 2018, Metaphorai, un choix dans la collection contretype dans la collection du CRP/.
- Du 22 septembre au 25 novembre 2018, A l'ombre de l'étoile et du croissant par Katia Kameli.
- Du 08 décembre au 24 février 2019, L'âme, un subtil moteur à explosion par Boris Mikhailov.
- Du 09 mars au 26 mai 2019, L'économie politique des corps ou le personnel de nuit par Geof Oppenheimer.
- Du 08 juin au 19 août 2019, Inédit(s) dans la collection du CRP/.
- Du 14 septembre au 24 novembre 2019, La Machine du Monde par Bijari.
- Du 07 décembre au 1er mars 2020, Not the End par Isabelle Le Minh.
- Du 19 septembre au 22 novembre 2020, Flux, une société en mouvement par Nicolas Floc'h, Eric Guglielmi, Ilanit Illouz, Florence Paradeis, Mathieu Farcy et Perrine Le Querrec.
- Du 06 février au 1er août 2021, Oïkos par Clio Simon.
- Du 18 septembre au 31 décembre 2021, Perspective par Angela Detanico et Rafael Lain.
- Du 15 janvier au 24 avril 2022, Tsavt Tanem par Camille Lévêque.
- Du 07 mai au 07 août 2022, Bi Hu Suo, A propos de la photographie chinoise émergente par Zhang Zhidong, Zheng Andong, Ye Wuji et Wang Yingying.

## Publications

### Portfolios Feuille à feuille
- Daniel Michiels, 2004
- Olivier Mann, Arbres d'eau, arbres de ciel, 2004

### Collection Mission photographique transmanche
La Mission photographique Transmanche avait pour point de départ le percement du tunnel sous la Manche et ses répercussions sur le territoire et les habitants. Le Centre Régional de la Photographie Nord – Pas de Calais a invité 27 photographes à réaliser des commandes dans le Nord – Pas de Calais. Ainsi, cette mission, qui a duré 18 ans, explore l'identité de la région et les bouleversements auxquels elle a été confrontée dans la perspective de la construction européenne. Cette mission a été dirigée par Pierre Devin.
- Olivo Barbieri (1954-, Italie), Tourcoing, 1993, 46,7 x 94,1 cm, commande Mission Photographique Transmanche no 12, Frontière franco-belge, 1994.
- Jacques Vilet / Michèle Vilet, Escaut source océan, cahier no 8, (exemplaire courant), 1991,co-éd. Éditions de la Différence, Paris et CRP, Douchy-les-Mines
- Josef Koudelka, Calais-Calaisis, cahier no 6, 1989,co-éd. Éditions de la Différence, Paris, Centre de Développement Culturel de Calais et CRP, Douchy-les-Mines
- Martin Parr, One Day Trip, cahier no 5, 1989,co-éd. Éditions de la Différence, Paris et CRP, Douchy-les-Mines
- Jean-Louis Garnell, Chantier de percement du tunnel sous la Manche, cahier no 4, 1989,co-éd.Éditions de la Différence, Paris et CRP, Douchy-les-Mines
- Philippe Lesage, Chantier du lien fixe transmanche, terminal, février-mars 1988, cahier no 3, 1989,co-éd. Éditions de la Différence, Paris et CRP, Douchy-les-Mines
- Michel Kempf / John Davies, Autoroute A26, Calais-Reims, cahier no 2, 1989,co-éd. Éditions de la Différence, Paris et CRP, Douchy-les-Mines
- Michael Scheffer, Das Land : Lille, cahier no 20, 1995,
- Bernard Plossu / Michel Butor, Paris-Londres-Paris, cahier no 1, 1988, co-éd. Éditions de la Différence, Paris et CRP, Douchy-les-Mines
- Herrero, Christiane, « Sur la ligne / Michel Vanden Eeckhoudt ; Agence Vu ; Centre régional de la photographie Nord-Pas-de-Calais ; Génériques. Herrero, Christiane » [archive], Europeana (consulté le 8 juillet 2014)
- Ralph Hinterkeuser, Lille Métropole, cahier n° 25, 2001 [1] [archive]

### Collection Médiane
- Jean-Pierre Parmentier, La forêt en retour, éd. CRP, Douchy-les-Mines, 2000
- Usinor Trith, éd. CRP, Douchy-les-Mines, 2000
- Pierre Devin, Ligne de fracture, éd. CRP, Douchy-les-Mines, 1991
- Jean-Pierre Parmentier, Que salubre est le vent, (exemplaire courant), éd. CRP, Douchy-les-Mines, 1991
- Itinéraires Bibliques, co-éd. Institut du Monde arabe, Paris et CRP, Douchy-les-Mines, 1994

### Collection Découvertes
- Daniel Maigné, Vents d'autan, éd. CRP, Douchy-les-Mines, 2001
- Jogadas - Conduites de balle, collectif d'auteurs, CRP, Douchy-les-Mines, 1998
- Fernando Gutièrrez, Treintamil, co-éd. La Marca, Buenos Aires et CRP, Douchy-les-Mines, 1998

### Collection Écritures
- Gisèle Bienne / Bernard Joseph, Les Jardins de mon père, éd. CRP, Douchy-les-Mines, 2004

### Autres titres
- Rémi Guerrin textes de David Brunel, Limons, Valenciennes, Douchy-les-Mines, Loco, 2014, 70 p.  (ISBN 9782919507252)
- Louise Oligny / Jacques Jouet, Aération du prolétaire, co-éd. Tec/Criac, Roubaix et CRP, Douchy-les-Mines, 2004
- Pierre Devin / Thomas Nicq, Fête de la paix, éd. CRP, Douchy-les-Mines, 2000
- Pierre Devin / Françoise Nuñez, Sur les traces d’Émile Guimet, éd. Alliance française de chennai, Inde, 1997
- Pierre Devin, Parcours de femmes, éd. Secours Populaire Français, Fédération du Nord, Lille, 1999
- Christian Courrèges, Portraits de prison, Les Baumettes, éd. Baudoin Lebon, Paris, 1998
- Peter Downsbrough, And / 16 postcards, éd. CRP, Douchy-les-Mines, 1997
- Édouard Boubat, Les Fenêtres de Boubat, éd. Argraphie, Montreuil, 1993
- Arno Fischer, Berlin 1943-1990, éd. CRP, Douchy-les-Mines, 1991
- Magdi Senadji, Facile, éd. Marval, Paris, 1990
- Jean-Pierre Bonfort, Jardin d'altitude, éd. Marval, Paris, 1990
- Dityvon, Au-delà des apparences, éd. CRP, Douchy-les-Mines, 1990
- Dominique Gaessler, Côté Jardin, éd. AMC, Mulhouse, CRAC, Montbéliard, CRP, Douchy-les-Mines et Dominique Gaessler, 1990
- Henry Lhotellier, Œuvre photographique 1930-1933,co-éd. CRP, Douchy-les-Mines et Musée des Beaux-Arts et de la dentelle, Calais, 1989
- Pierre Devin, Dityvon, Philippe Lesage, La Navale, Dunkerque 87,éd. CRP, Douchy-les-Mines, 1987
- Colette Portal, Version Originale, éd. Adrien Maeght, Paris, 1988
- Marc Trivier, Photographies, co-éd. Musée de L'Élysée, Lausanne et CRP, Douchy-les-Mines, 1988
- Patrick Roegiers, Aude Cordonnier et Pierre Devin, Regards sur les musées de la région Nord-Pas-de-Calais, éd. CRP, Douchy-les-Mines, 198
- Photographies 1963-1985,co-éd. Éditions littéraires et artistiques, Éditions de la Différence, Paris et Bernard Plossu, 1986